# جاده ۸۳ (ایران)
جاده ۸۳ یک جاده در سمنان است که شاهرود را به آزادشهر و گنبد کاووس متصل می‌کند این جاده ارتباط شمالی-جنوبی شرقی البرز است.

## مسیر
| برج گنبد کاووس |

| پایانه بار گنبد کاووس |